# Гвадиана
Гвадиа́на (исп. Guadiana, порт. Guadiana, араб.  الوادي اليانع Wadi Ana‎, лат. Anas) — река в Испании и Португалии. Образует длинную границу между двумя странами, отделяющую испанские Эстремадуру и Андалусию от португальских Алентежу и Алгарви.
Протяжённость реки — 820 км, площадь бассейна — 68 000 км², среднегодовой расход воды — около 80 м³/с. Четвёртая по длине река на Пиренейском полуострове. Преобладающая часть бассейна относится к Испании. Территория бассейна реки простирается от восточной части Эстремадуры до южных провинций Алгарве; река и её притоки текут с востока на запад, затем на юг через Португалию до пограничных городов Вила-Реал-де-Санту-Антониу (Португалия) и Аямонте (Испания), где Гвадиана впадает в Кадисский залив Атлантического океана. Крупнейший город на реке — Бадахос (Испания). На реке почти 2 тысячи плотин, крупнейшая из которых, Alqueva, находится в Португалии.
В Мериде сохранились древнеримские плотины и 700-метровый мост времён императора Траяна.
18 ноября 1995 года для защиты части территории реки Гвадиана и прилегающей к ней равнины был создан природный парк Вале-ду-Гуадиана.

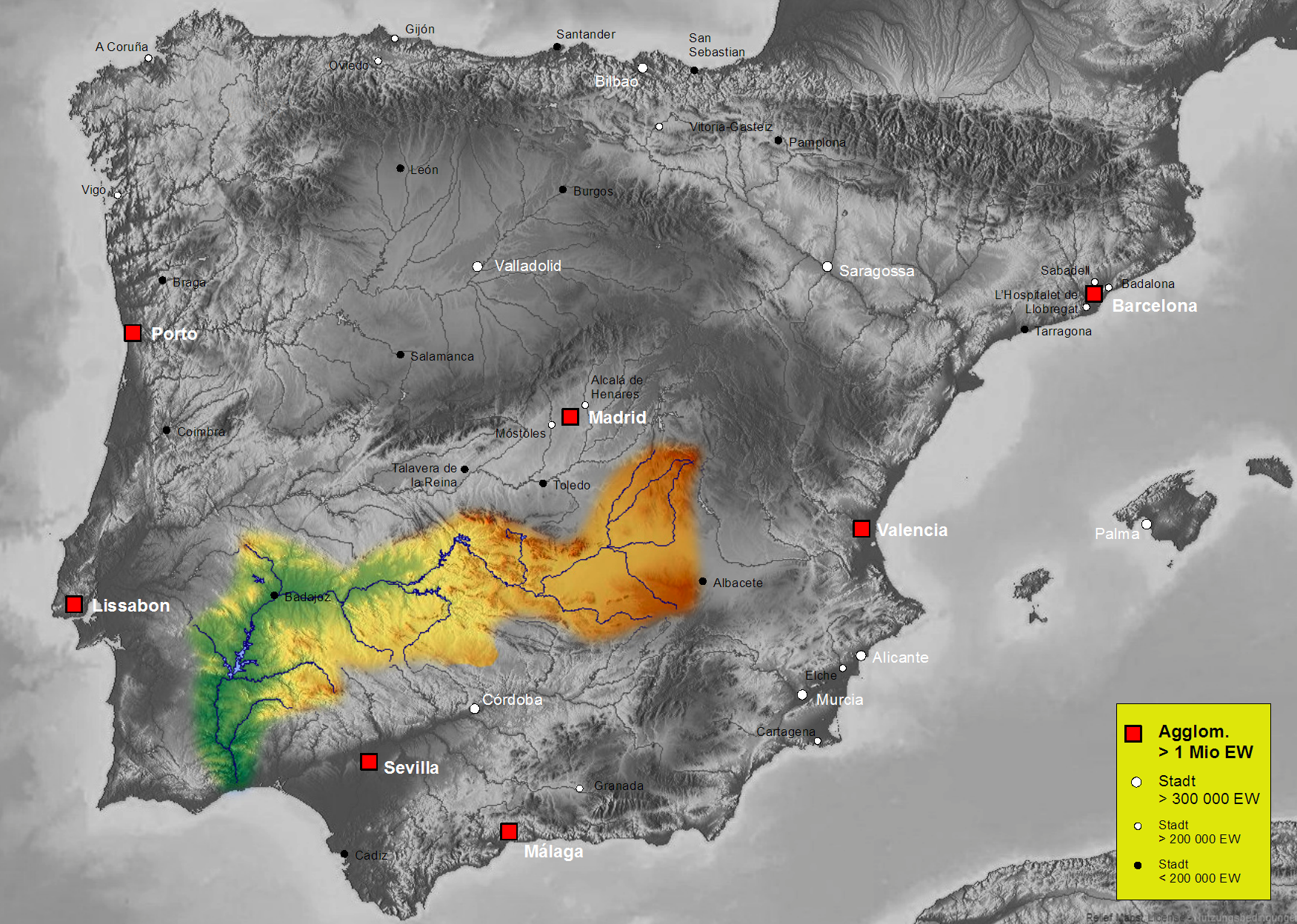
Бассейн реки Гвадиана

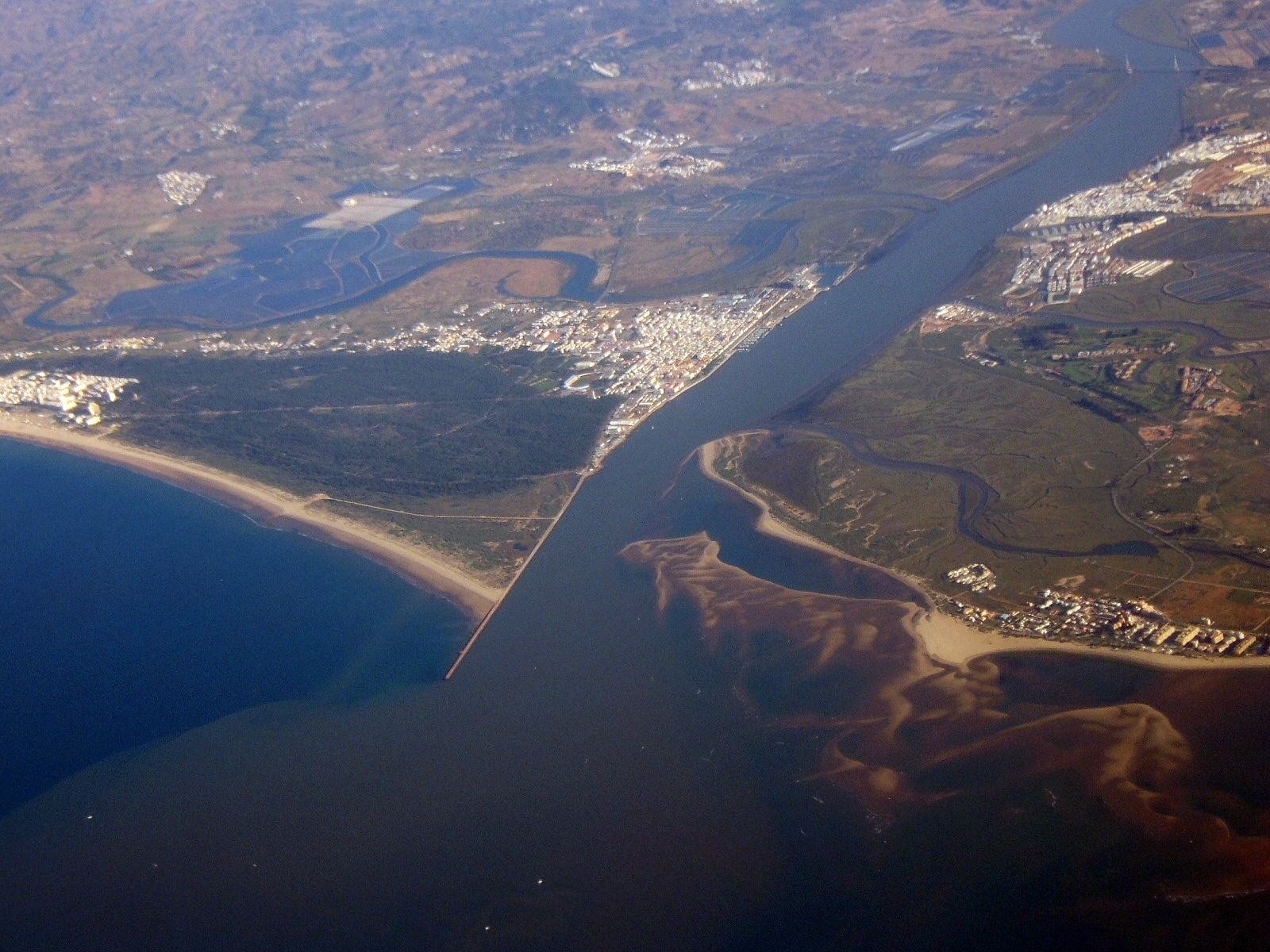
Устье Гвадианы. Слева Португалия, справа — Испания.

## Этимология
Римляне называли Гвадиану Flumen Anas, что переводится как «река уток». Во время арабского владычества река носила название Вади-Ана (вади — арабский термин, означающий реку), позже заимствованное португальскими и испанскими поселенцам как Уадиана (Ouadiana), а позднее просто Одиана (Ouadiana). С XVI века под воздействием кастильского влияния название постепенно трансформировалось, приняв в итоге форму Гвадиана, что соответствовало изменениям происходившим и с другими арабскими речными топонимами, в конечном итоге ставшими использовать префикс guad- (например, реки Гвадалквивир и Гуадалете, города Гвадалахара и Гвадаррама).

## Речной бассейн

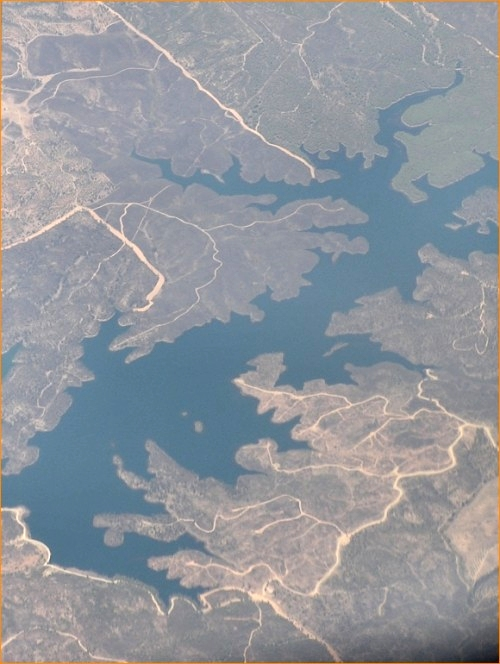
Водохранилище Алкева на реке Гвадиана

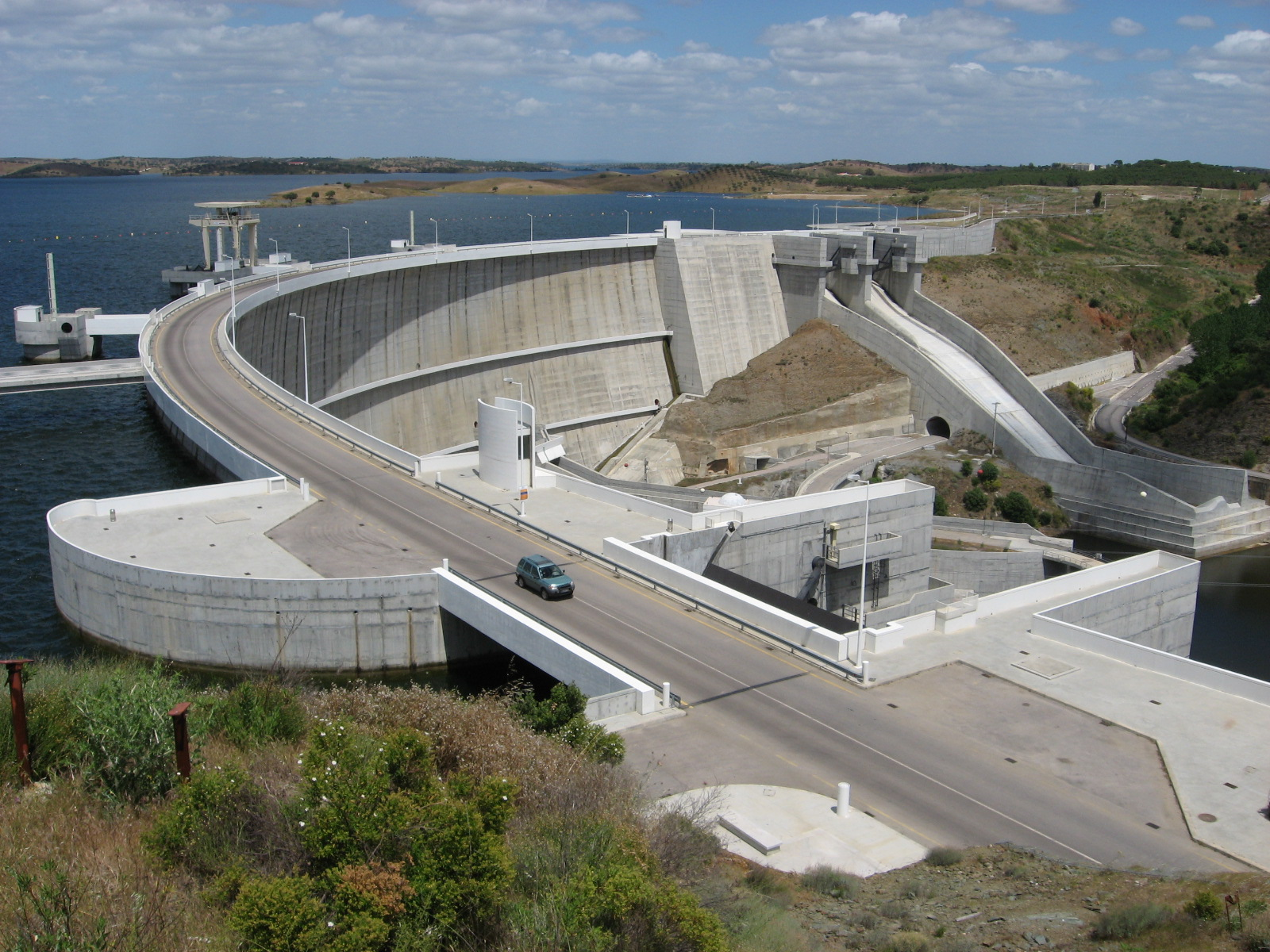
Плотина Алкева, расположенная в южной части Гвадианы и формирующая крупнейшее водохранилище Западной Европы.

Гвадиана течёт с востока на запад через Испанию и на юг через Португалию, затем образуя испано-португальскую границу, она впадает в Кадисский залив, относящийся к Атлантическому океану, между Вила-Реал-ди-Санту-Антониу (Португалия) и Аямонте (Испания). Её длина составляет 818 километров, из которых 578 находятся в пределах испанской территории, 140 — в пределах Португалии, а 100 километров — между двумя странами. Около 82 % (55 444 км²) площади её бассейна находится в Испании, в то время как около 17 % (11 560 км²) — в Португалии.

### Истоки
Точное расположение реки в Кастилия-Ла-Манче является предметом споров, но обычно считается, что Гвадиана берёт начало в Охос-дель-Гвадиане, относящейся к муниципалитету Вильяррубия-де-лос-Охос, провинция Сьюдад-Реаль, на высоте около 608 метров.
Классическая версия, автором которой является Плиний Старший, состояла в том, что река берёт начало от озёр Лагунас-де-Руидера и разделяется на две ветви: Верхнюю Гвадиану (исп. Guadiana Viejo) и Гвадиану, частично идущую под землёй. Эта легенда возникла из ложного убеждения, которое сохранялось до XIX века, что река появлялась и исчезала с течением времени из-за своего подземного притока. На самом деле никакого подземного русла не существует, и версия того, что Лагунас-де-Руидера служит источником, также является спорной. Топонимически и традиционно Верхняя Гвадиана, текущая от Вивероса (Альбасете) до Аргамасилья-де-Альбы (Сьюдад-Реаль), идентифицировалась как главное ответвление Гвадианы. Но даже гидрогеологические характеристики указывают на то, что Верхняя Гвадиана, возможно, не является главной рекой в системе Гвадианы.
По другой теории реки Сигуэла и Санкара были источниками Гвадианы. Ныне они считаются неотъемлемой частью верховьев реки и важными притоками, но не источниками Гвадианы. Источник Сигуэлы находится в Альтос-де-Кабрерас (Куэнке) и в Иберийских горах на высоте 1080 метров. Её длина составляет 225 километров, и в неё впадают реки Хуалон, Торрехон, Риансарес, Амаргильо и Санкара. Слияние рек Сигуэлы и Санкары обеспечивает пополнение водных запасов в национальном парке Таблас-де-Даймиэль, водно-болотном угодье, которое в 1973 году было выделено под государственную охрану испанским правительством. Парк находится на территориях муниципалитетов Вильяррубия-де-лос-Охос и Даймьель в провинции Сьюдад-Реаль.

## Притоки
Основные притоки (от устья): Оделейти, Вашкан, Шанса (Чанса), Ардила, Дежеби, Алькарраче, Хабалон и другие.